# Frente a frente I (álbum con Rocío Dúrcal)
Frente a Frente I es un álbum recopilatorio que contiene las canciones famosas cantandas por la cantante española Rocío Dúrcal junto con el cantautor mexicano Juan Gabriel, lanzado al mercado por Sony Music México (antes BMG Ariola) en 1984. Forma parte de la lista de los 100 discos que debes tener antes del fin del mundo, lanzada en el 2012 por Sony Music. Es una recopilación de canciones de Juan Gabriel, ya publicadas en el álbum Cosas de Enamorados, de 1982, con otros temas interpretados por Rocío Dúrcal en el álbum Canta lo romántico de Juan Gabriel, de 1982.[cita requerida]

## Lista de canciones
Todos los temas escritos por Juan Gabriel
- Frente a frente - Rocío Dúrcal, del disco Canta lo Romántico de Juan Gabriel, de 1982.
- Es mejor - Juan Gabriel, del disco Cosas de Enamorados, de 1982.
- Cuando te vayas - Rocío Dúrcal, del disco Canta lo Romántico de Juan Gabriel, de 1982.
- Una vez más (Solo una vez más) - Juan Gabriel, del disco Cosas de Enamorados, de 1982.
- Tu que fuiste - Rocío Dúrcal, del disco Canta lo Romántico de Juan Gabriel, de 1982.
- Si quieres - Juan Gabriel, del disco Cosas de Enamorados, de 1982.
- No me vuelvo a enamorar - Juan Gabriel, del disco Cosas de Enamorados, de 1982.
- ¿Por qué fue que te amé? - Rocío Dúrcal, del disco Canta lo Romántico de Juan Gabriel, de 1982.
- Ya lo se que tu te vas - Juan Gabriel, del disco Cosas de Enamorados, de 1982.
- El más querido - Rocío Dúrcal, del disco Canta lo Romántico de Juan Gabriel, de 1982.
- Cosas de enamorados - Juan Gabriel, del disco Cosas de Enamorados, de 1982.
- Tenías que ser tan cruel - Rocío Dúrcal, del disco Canta lo Romántico de Juan Gabriel, de 1982.